# Platystele oxyglossa
Platystele oxyglossa är en orkidéart som först beskrevs av Rudolf Schlechter, och fick sitt nu gällande namn av Leslie Andrew Garay. Platystele oxyglossa ingår i släktet Platystele och familjen orkidéer. Inga underarter finns listade i Catalogue of Life.